# سید محمدشاه نورانی
سید محمدشاه نورانی  (اردو:  سید محمد شاہ نورانی‎) (زاده ۱۹۵۱) امام طریقت نوربخشیه است.

## زندگی‌نامه
او در سال ۱۹۵۱ در خپلو به دنیا آمد. تحصیلات اولیه اسلامی را نزد پدرش گرفت و تحصیلات تکمیلی را نزد حاج سیدعلی شاه گذراند. وی از ۱۱ اکتبر ۱۹۷۹ تا ۱۹۸۳ به عنوان عضو شورای مناطق شمال باقی ماند و پس از درگذشت پدرش سید عون علی شاه عون المومنین در ۸ نوامبر ۱۹۹۱ به مقام رهبری نوربخشیه رسید.